# Aristolochia glaucifolia
Aristolochia glaucifolia là một loài thực vật có hoa trong họ Aristolochiaceae. Loài này được Ridl. mô tả khoa học đầu tiên năm 1925.